# Encourage Films
Encourage Films Co., Ltd. (Nhật: 株式会社エンカレッジフィルムズ Hepburn: Kabushiki-gaisha Enkarejji Firumuzu) là một xưởng phim hoạt hình Nhật Bản có trụ sở lại Nerima, Tokyo và được thành lập vào tháng 5 năm 2008.

## Tác phẩm

### Anime truyền hình
| Năm  | Tựa đề                                                     | Ngày phát sóng | Ngày phát sóng | Đạo diễn           | Số tập | Ghi chú                                                                                    | Nguồn  |
| Năm  | Tựa đề                                                     | Bắt đầu        | Kết thúc       | Đạo diễn           | Số tập | Ghi chú                                                                                    | Nguồn  |
| ---- | ---------------------------------------------------------- | -------------- | -------------- | ------------------ | ------ | ------------------------------------------------------------------------------------------ | ------ |
| 2012 | Senki Zesshō Symphogear                                    | 6 tháng 1      | 30 tháng 3     | Tasufumi Itō       | 13     | Tác phẩm gốc.                                                                              | [ 2 ]  |
| 2015 | Etotama                                                    | 9 tháng 4      | 26 tháng 5     | Oizaki Fumitoshi   | 12     | Dựa trên bộ manga cùng tên của Hoshi Takashi và Zekū Tōru. Hợp tác sản xuất với Shirogumi. | [ 3 ]  |
| 2017 | Love Kome: We Love Rice                                    | 5 tháng 4      | 21 tháng 6     | Yamazaki Yuta      | 12     | Tác phẩm gốc                                                                               | [ 4 ]  |
| 2017 | Hitorijime My Hero                                         | 8 tháng 7      | 23 tháng 9     | Hiiro Yukina       | 12     | Chuyển thể từ manga của Memeco Arii.                                                       | [ 5 ]  |
| 2017 | Love Kome: We Love Rice 2                                  | 5 tháng 10     | 21 tháng 12    | Yamazaki Tuta      | 12     | Phần tiếp theo của Love Kome: We Love Rice.                                                | [ 6 ]  |
| 2018 | Merc Storia: Mukiryoku no shōnen to bin no naka no shōjo   | 11 tháng 10    | 27 tháng 12    | Oizaki Fumitoshi   | 12     | Dựa trên trò chơi điện tử Merc Storia của Happy Elements.                                  | [ 7 ]  |
| 2019 | Isekai Cheat Magician                                      | 10 tháng 7     | 25 tháng 9     | Tsukushi Daisuke   | 12     | Chuyển thể từ light novel của Uchida Takeru.                                               | [ 8 ]  |
| 2020 | Gochūmon wa Usagi desu ka? BLOOM                           | 10 tháng 10    | 26 tháng 12    | Hashimoto Hiroyuki | 12     | Phần tiếp theo của Gochūmon wa Usagi desu ka??.                                            | [ 9 ]  |
| 2022 | Deaimon                                                    | 6 tháng 4      | 22 tháng 6     | Oizaki Fumitoshi   | 12     | Chuyển thể từ bộ manga cùng tên của Asano Rin.                                             | [ 10 ] |
| 2023 | Kaiko Sareta Ankoku Heishi (30-dai) no Slow na Second Life | 7 tháng 1      | 25 tháng 3     | Oizaki Fumitoshi   | 12     | Chuyển thể từ light novel của Okazawa Rokujūyon.                                           | [ 11 ] |

### Original net animation (ONA)
| Tựa đề                      | Đạo diễn                       | Ngày phát sóng               | Số tập | Ghi chú                                                                           | Nguồn  |
| --------------------------- | ------------------------------ | ---------------------------- | ------ | --------------------------------------------------------------------------------- | ------ |
| Ontama!                     | Oizaki Fumitoshi               | 7 tháng 8 – 6 tháng 11, 2009 | 5      | Chuyển thể từ manga cùng tên của Maeda Noboru và Dan Yoshii.                      | [ 12 ] |
| Miyakawa-ke no Kūfuku       | Yamamoto Yutaka                | 29 tháng 4 – 1 tháng 7, 2013 | 10     | Ngoại truyện của Lucky Star. Hợp tác sản xuất với Ordet.                          | [ 13 ] |
| Etotama ~Nyan-Kyaku Banrai~ | Oizaki Fumitoshi               | 25 tháng 5, 2021             | 1      | Dựa trên bộ manga của Hoshi Takashi và Zekū Tōru. Hợp tác sản xuất với Shirogumi. | [ 14 ] |
| Akuma-kun                   | Sato Junichi, Oizaki Fumitoshi | 9 tháng 11, 2023             | 12     | Chuyển thể từ manga của Mizuki Shigeru. Đồng sản xuất với Toei Animation.         | [ 15 ] |

### Original video animation (OVA)
| Tựa đề                              | Đạo diễn     | Ngày phát hành                | Số tập | Ghi chú       | Nguồn         |
| ----------------------------------- | ------------ | ----------------------------- | ------ | ------------- | ------------- |
| Zetsumetsu Kigu Shōjo Amazing Twins | Sato Junichi | 26 tháng 2 – 25 tháng 6, 2014 | 2      | Tác phẩm gốc. | [ 16 ] [ 17 ] |